# Слива Давідова
Слива Давідова, бросквина Давідова, мигдаль Давідів (Prunus davidiana) — вид квіткових рослин із підродини мигдалевих (Amygdaloideae).

## Біоморфологічна характеристика
Це листопадне дерево з більш-менш розлогою кроною; може вирости до 10 метрів у висоту.

## Поширення, екологія
Ареал: північний і центральний Китай. Населяє ліси, хащі, схили, гірські долини та пустирі; на висотах від 800 до 3200 метрів.

## Використання
Дерево збирають із дикої природи для місцевого використання як їжу та ліки. Іноді використовується як підщепа, вирощується як декоративна рослина в садах. Насіння використовується в Китаї як ароматизатор для кондитерських виробів і деяких фірмових страв. Вони дещо гіркі через присутність синильної кислоти, тому їх слід вживати в суворій помірності. Насіння є болезаспокійливим, протиастматичним, антикоагулянтним, протикашльовим, болезаспокійливим, пом’якшувальним і гемолітичним засобом. Він використовується для лікування аменореї, дисменореї, травматичного болю внаслідок застою крові, запорів у літніх та ослаблених пацієнтів, кашлю та астми. Рослина використовується як стійка до хвороб низькохолодна підщепа для культивованого персика Prunus persica. З листя можна отримати зелений барвник. З плодів можна отримати барвник від темно-сірого до зеленого. Amygdalus davidiana є основним генетичним родичем культивованого персика (Prunus persica) і мигдалю (Prunus dulcis), тому його можна використовувати як донора генів для покращення врожаю.

## Галерея

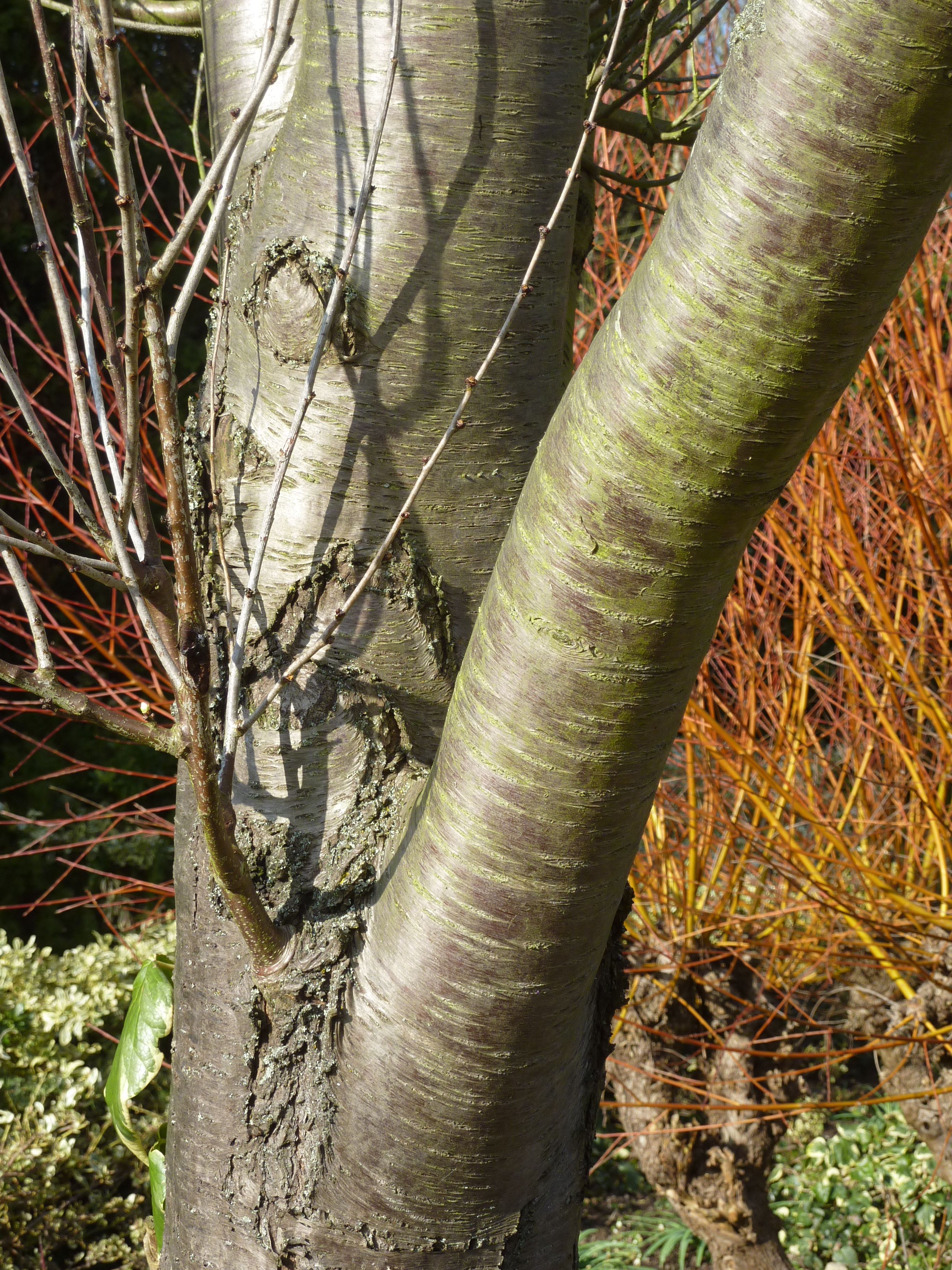
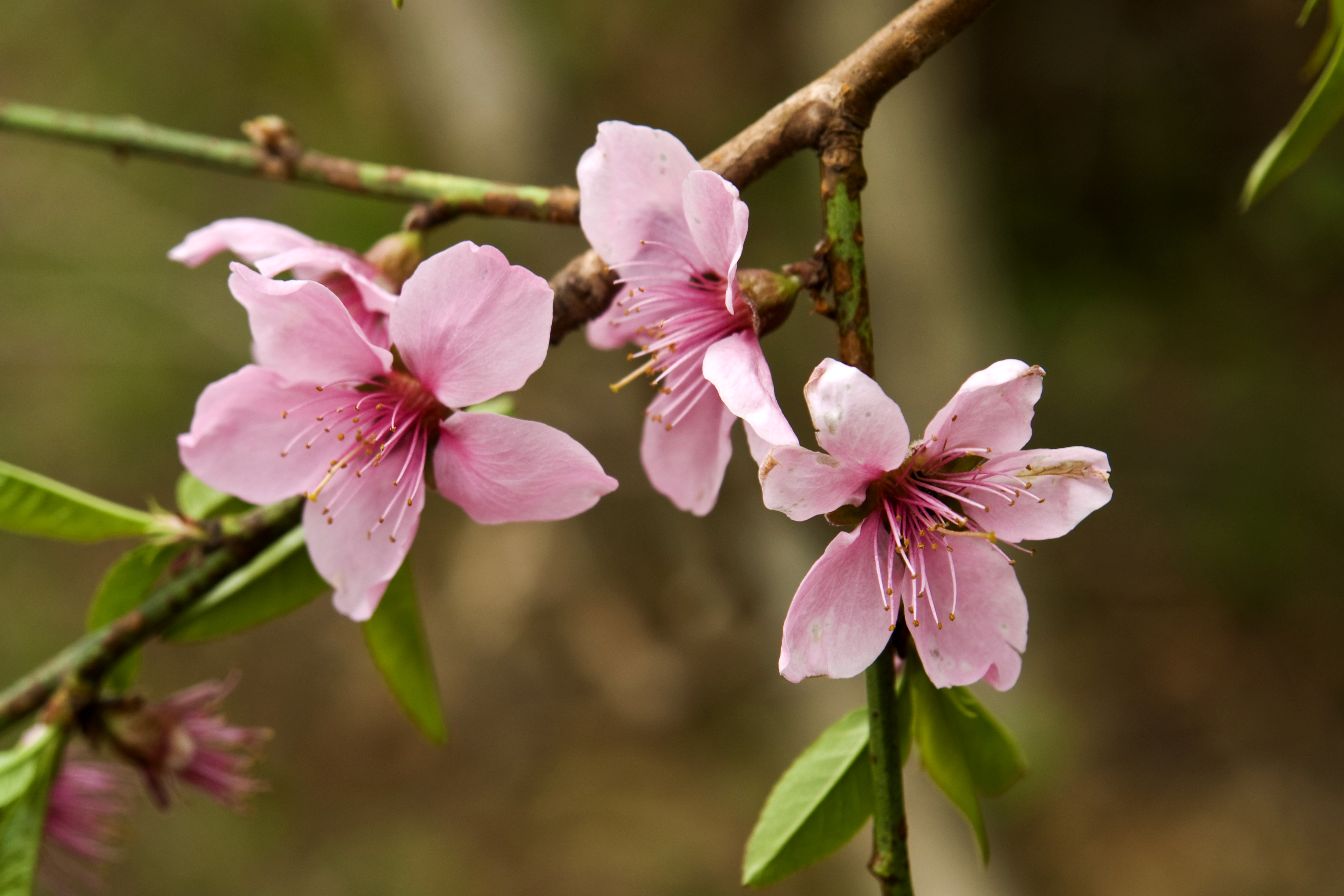
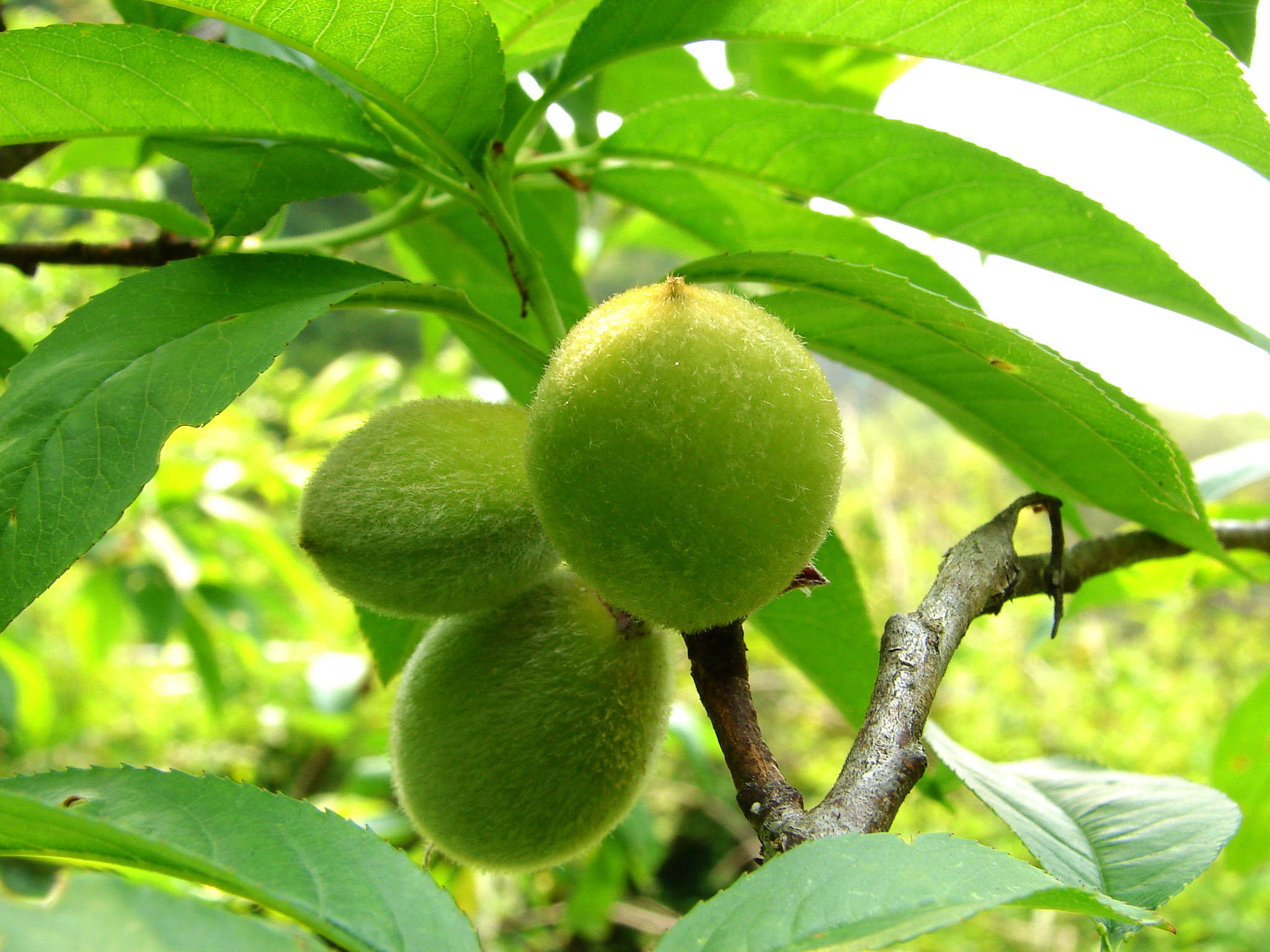
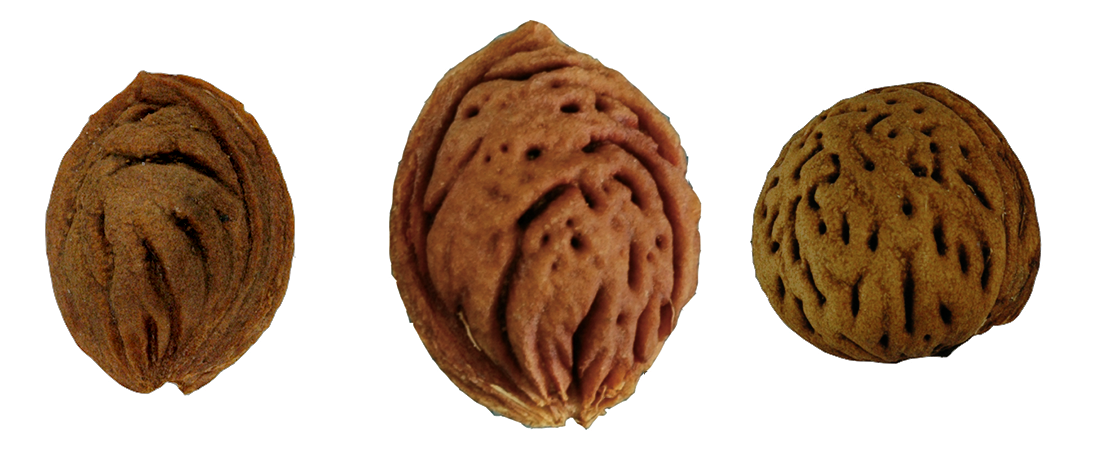